# Salvador Dalí
Salvador Domingo Felipe Jacinto Dalí i Domènech, 1:e markis av Púbol, född 11 maj 1904 i Figueres, Katalonien, Spanien, död 23 januari 1989 i Figueres, var en spansk (katalansk) surrealistisk konstnär.
Dalí är mest känd för sina bisarra, absurda och drömska målningar, influerade av bland annat Freuds psykoanalys, Einsteins relativitetsteorier och renässansmåleri. Ett av hans mest kända verk, Minnets envishet, blev klart 1931.
Utöver måleri omfattade Dalís praktik även film, skulptur, fotografi och text. Han samarbetade med Walt Disney kring den Oscars-nominerade tecknade kortfilmen Destino, som släpptes postumt 2003. Han samarbetade också med Alfred Hitchcock i arbetet med filmen Trollbunden (Spellbound).

## Biografi

### Barndom och uppväxt

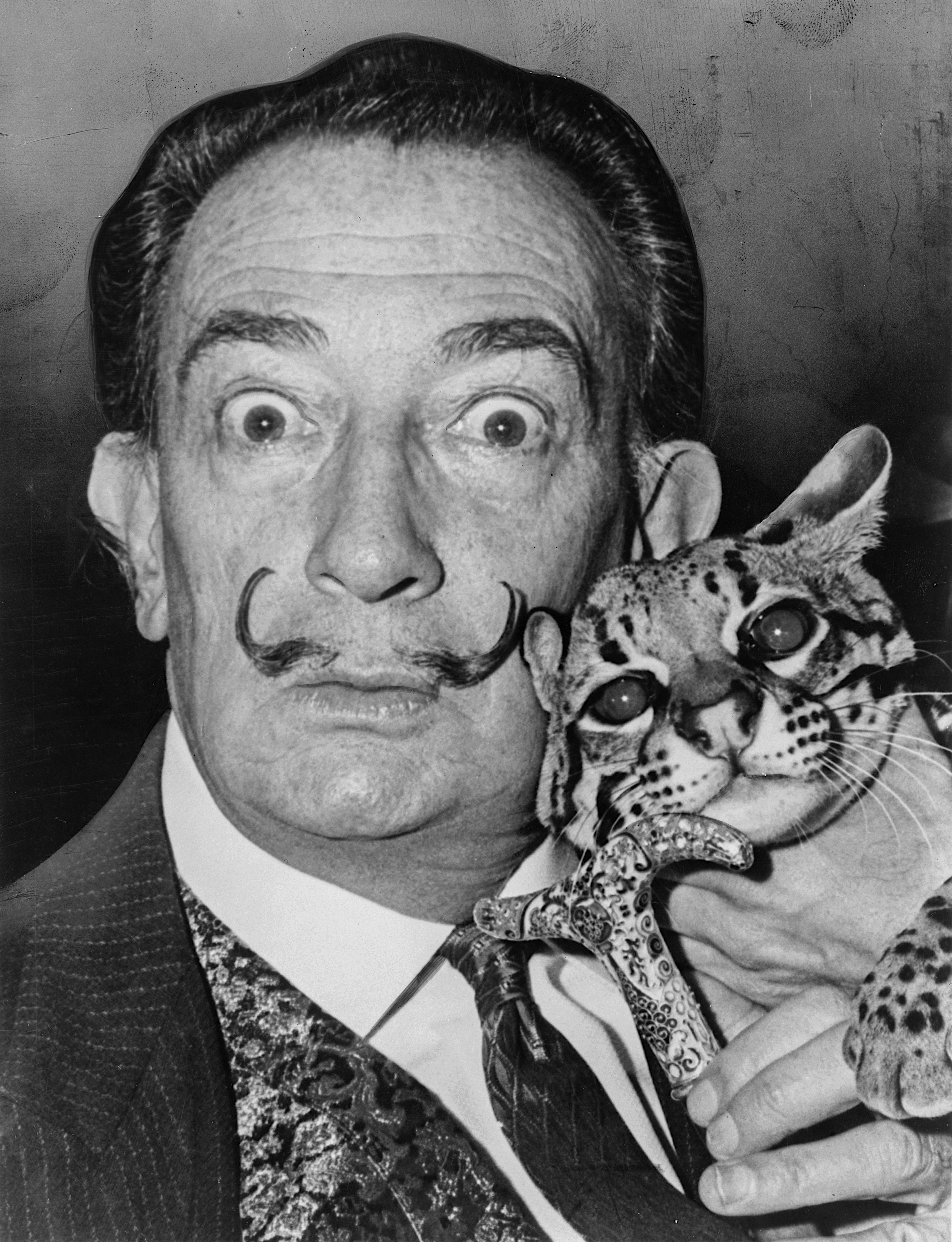
Salvador med sin ozelot Babou, 1965.

Salvador Domingo Felipe Jacinto Dalí i Domènech föddes den 11 maj 1904 i staden Figueres i Empordà i Katalonien i Spanien nära franska gränsen. Dalís äldre bror, som också hette Salvador (f. 12 oktober 1901), hade avlidit i gastroenterit (magsjuka) tre år tidigare.
Dalí insisterade på att han var av arabisk härstamning. Han förfäktade att hans förfäder härstammade från morerna som ockuperade södra Spanien i nästan 800 år (711–1492).
Hans far, Salvador Dalí i Cusí, tillhörde medelklassen. Han var advokat och notarie, vars strikta disciplinära inställning dämpades av hans fru, Felipa Domènech Ferrés, som uppmuntrade sin son till att utveckla sin artistiska ådra.
När Dalí var fem år fördes han till sin brors grav och hans föräldrar berättade att han var sin brors reinkarnation, vilket han trodde på. Dalí sa "... [vi] påminde om varandra som två droppar i vattnet, men vi hade olika reflektioner." "Han var antagligen en första version av mig, men tillkommen alltför mycket i ett absolut stadium".[källa behövs]
Dalí hade också en syster, Ana María, som var tre år yngre. 1949 publicerade hon en bok om sin bror, Dalí As Seen By His Sister. Bland hans barndomsvänner fanns bland andra Sagibarbá och Josep Samitier som senare kom att bli fotbollsspelare i FC Barcelona.
Dalí gick på konstskola. År 1916 upptäckte han det modernistiska måleriet genom konstnären Ramon Pichot som gjorde regelbundna resor till Paris. Året därpå ordnade Dalís far en utställning av sin sons träkolsmålningar i deras hus. Dalí hade sin första offentliga utställning på den kommunala teatern i Figueres 1919 vilken långt senare omvandlades till "Teatre-Museu Dalí".
I februari 1921 avled Dalís mor i bröstcancer. Dalí var då sexton år gammal. Han sa senare att mammans död var ett av de svåraste slagen i hans liv. Efter hennes död gifte Dalís far om sig med sin avlidna hustrus syster.

### Utbildningsåren i Madrid

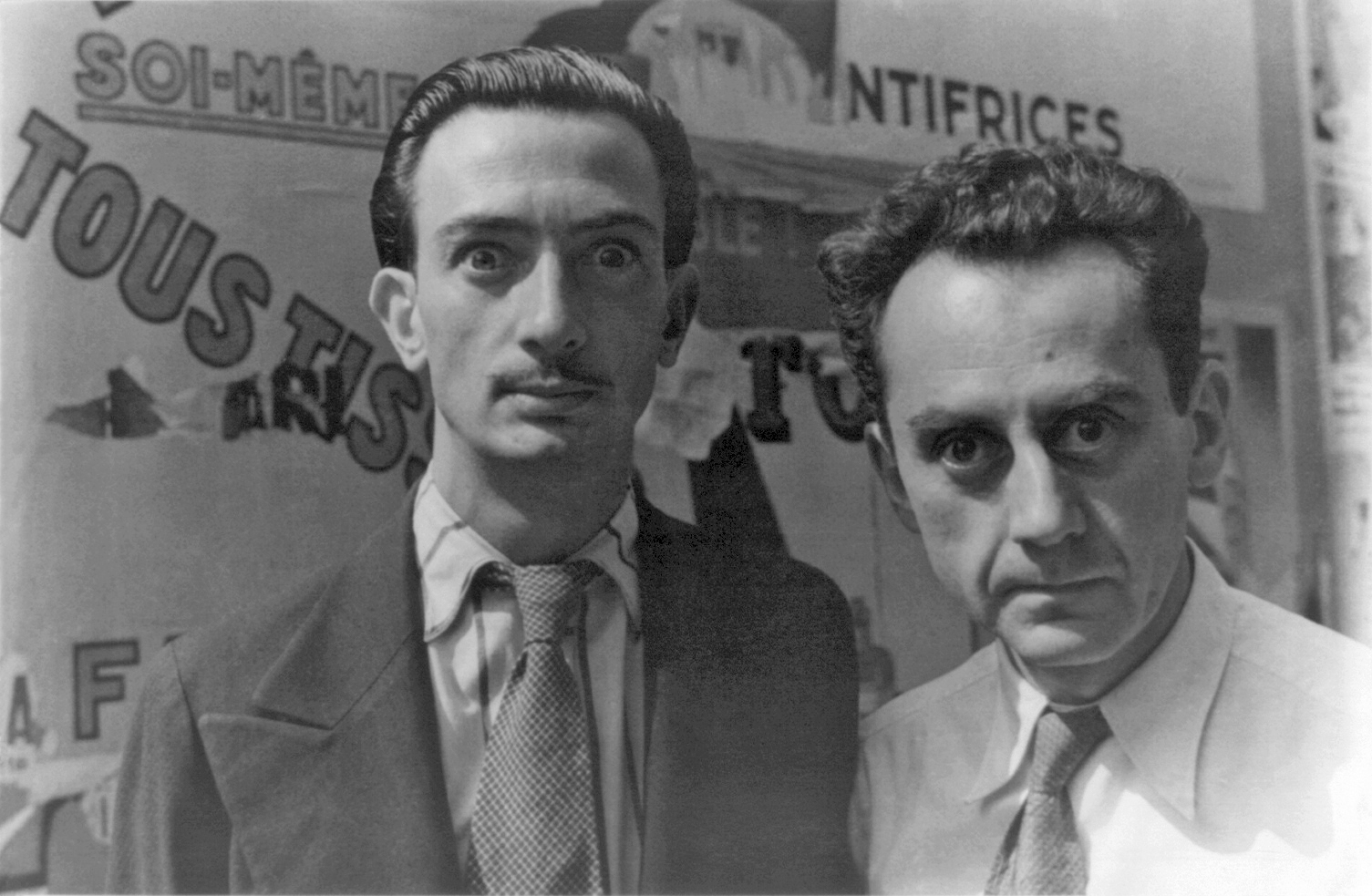
Dalí (vänster) med surrealisten Man Ray i Paris 16 juni, 1934, fotograferad av Carl Van Vechten.

År 1922 flyttade Dalí till Residencia de Estudiantes (Studenternas hus) i Madrid, där han studerade konst vid Academia de San Fernando. Genom sin uppenbarelse och snobbighet drog Dalí redan till sig uppmärksamhet som excentriker. Han var mager, hade långt hår och polisonger, bar kappa, långa strumpor och knäbyxor, vilket var ett mode han hämtat från den brittiska prerafaelitiska rörelsen från slutet på 1800-talet.
Men hans tavlor, där han experimenterade med kubism, var det som skapade mest uppmärksamhet. I de tidigaste verken visade Dalí bara viss insikt i kubismens formspråk, sannolikt på grund av att hans enda information om kubistisk konst kom från ett par tidningsartiklar och en katalog som han fått av Pichot. Vid den här tiden fanns inte några kubistiska konstnärer i Madrid.
Den fortfarande okände Dalí illustrerade sin första bok 1924. Det var den katalanskspråkiga dikten "Les bruixes de Llers" ("Häxorna i Llers'" av vännen, skolkamraten och poeten Carles Fages de Climent.
Dalí studerade sedan på Real Academia de Bellas Artes de San Fernando i Madrid. Han hade sin första separatutställning i Barcelona 1925 och blev internationellt känd när hans målningar visades vid Carnegie International Exhibition i Pittsburgh 1928. I Madrid mötte han de båda surrealisterna Federico García Lorca och Luis Buñuel, vilka båda blev hans vänner. Han kallades vid den här tiden för "El Checoslovaco" (Tjeckoslovaken)[källa behövs].

### Surrealiståren i Paris
Dalí inledde 1927 sin verksamhet som surrealist efter att ha inspirerats av kubism, futurism och metafysiskt måleri. I Paris fick Dalí en avgörande betydelse för surrealismens utveckling, efter att han genom landsmannen Joan Miró blivit introducerad för den surrealistiska grupperingen kring André Breton. Inspirerad av Sigmund Freud skapade Dalí sin så kallade paranoid-kritiska metod, vilken syftade till att förtydliga det undermedvetnas drömlika fantasier. Han gick dessutom med i Paris surrealistiska grupp.
Dali blev en av huvudpersonerna i den surrealistiska rörelsen, och hans tavla Minnets envishet (1931) är ett av de mest kända surrealistiska verken. Hans målningar beskrivs ofta som tydliga fotografier, men människor, föremål och landskap är ändå alldeles overkliga liksom i en dröm.
Under tiden i Paris träffade han Gala, då gift med surrealisten Paul Éluard. Hon blev hans följeslagare och musa under hela hans liv. Paret gifte sig borgerligt 1934.
1934 skedde en brytning mellan den excentriske Dalí, kallad Avida Dollars som anagram på sitt namn, och de övriga i den surrealistiska rörelsen och Dalí uteslöts så småningom ur gruppen. Men detta skulle dröja ända till 1938, då skilda ställningstaganden i fråga om spanska inbördeskriget fick André Breton att slutligen utesluta både honom och Paul Éluard. Dalí medverkade trots detta med texter i Bretons antologi om svart humor, Anthologie de l'humour noir så sent som 1940, och varje gång antologin fortsättningsvis trycktes om.
Texterna hade tidigare, under första hälften av 1930-talet, publicerats i tidskriften Minotaure och kommenterats ytterst psykoanalytiskt av chefredaktören Breton själv. De trycktes därefter i Dalís bok La Conquête de l'irrationnel (1935). Texterna handlar om "de nya spektralfärgernas attraktionskraft", uppfattade i enlighet med hans egen paranoid-kritiska metod.

### Flytten till Amerika och de sista åren

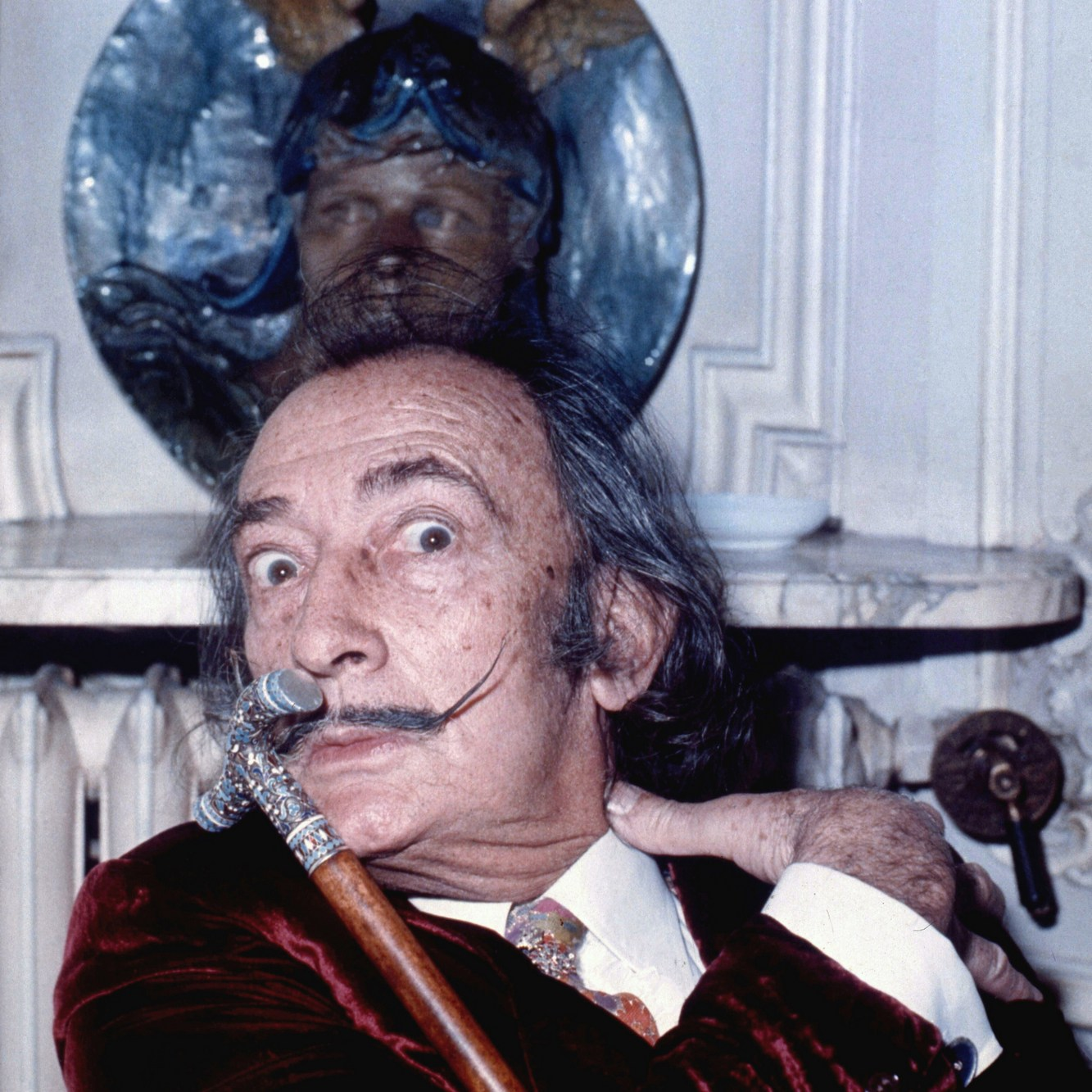
Salvador Dalí (1972)

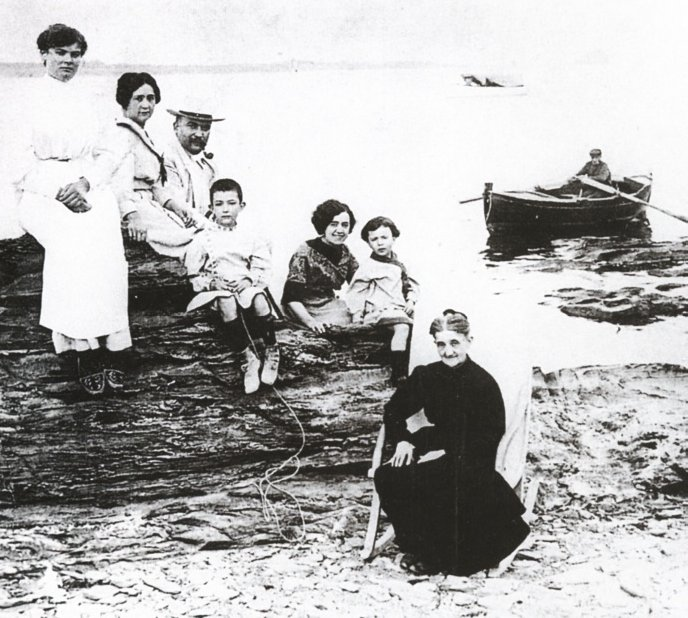
Familjen Dalí 1910: från vänster Maria Teresa, mor, far, Salvador Dalí, moster Caterina, syster Anna Maria, farmor Anna.

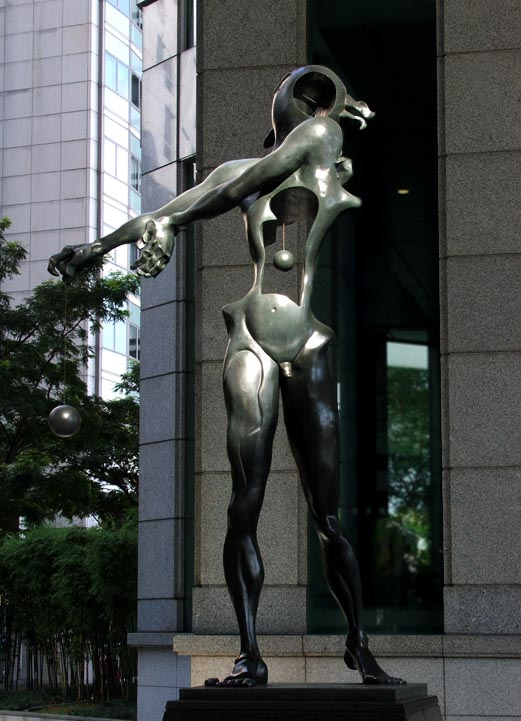
Homage to Newton 1985 i Singapore.

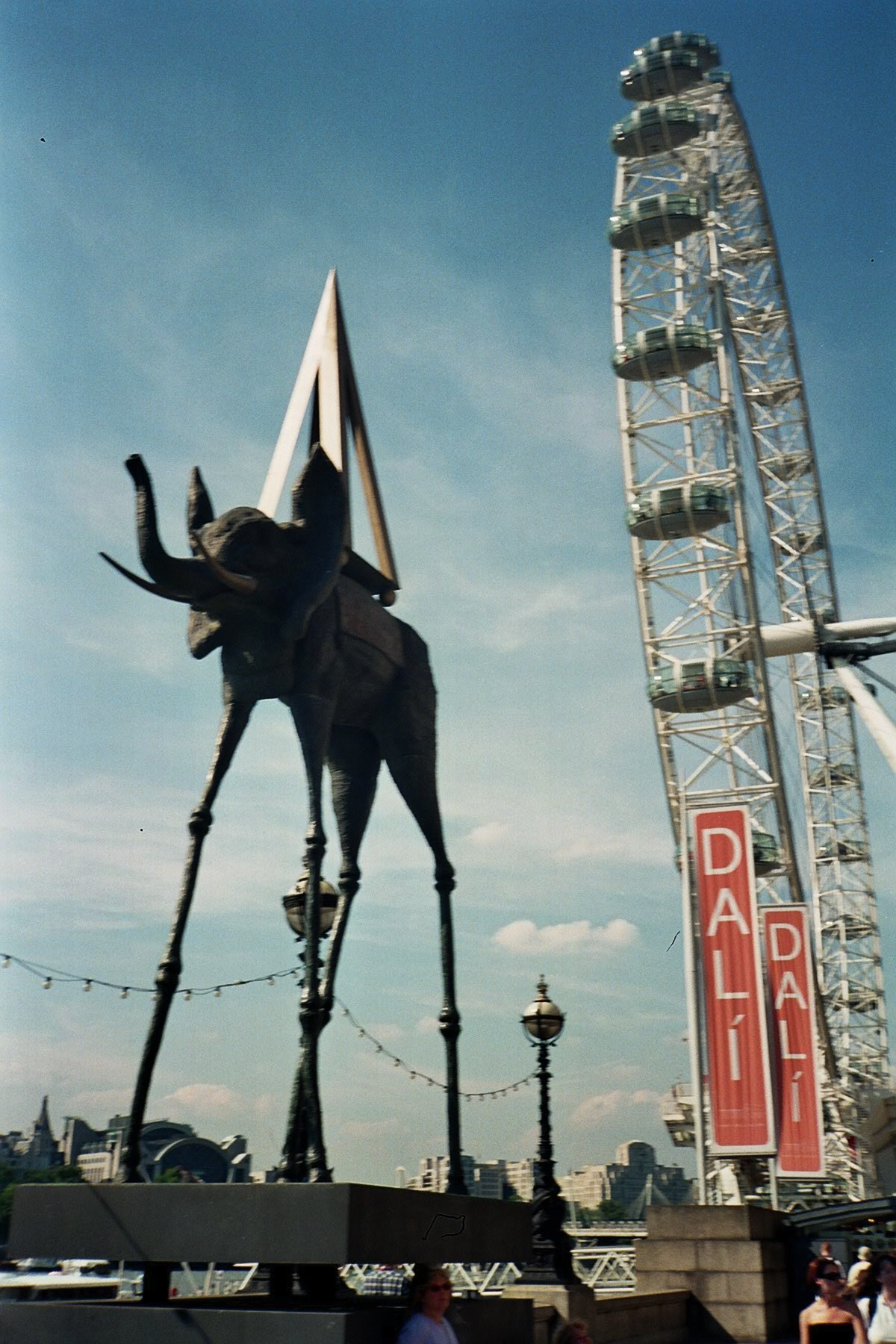
Dalí utställning i London 2005.

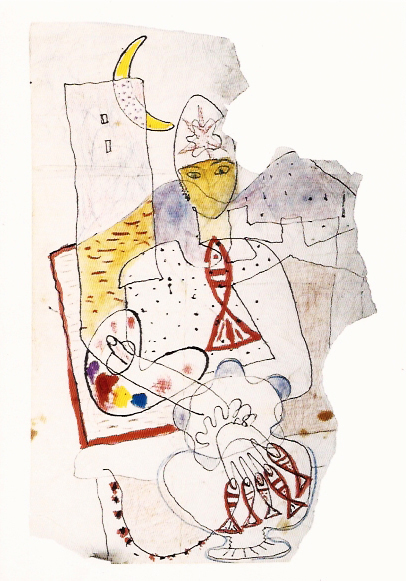
Salvador Dalí, målad av vännen Federico García Lorca 1927.

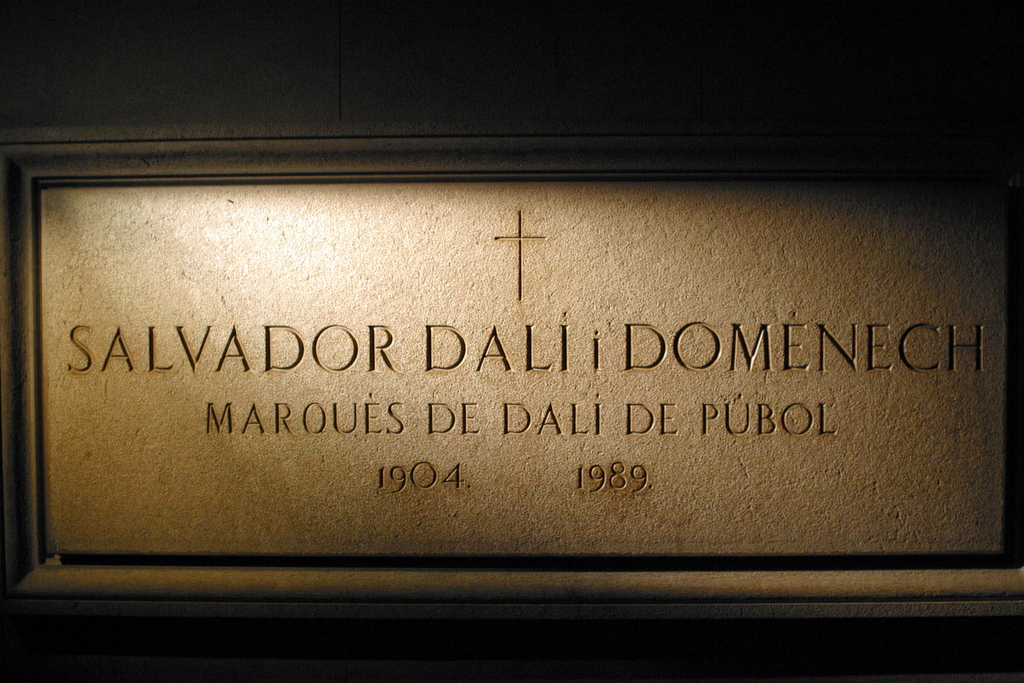
Dalí's grav vid Dalí Theatre & Museum i Figueres.

1940, när andra världskriget började närma sig Bordeaux, där Dalí och Gala bodde, flydde de båda till USA där de tillbringade åtta år fram till 1948. Denna period var viktig för Dalís karriär, då bland annat Museum of Modern Art i New York 1941 presenterade Dalís dittills största retrospektiva utställning. Bland de mest kända arbetena från den här tiden är Christ of St. John of the Cross, The Hallucinogenic Toreador och The Discovery of America by Christopher Columbus. Alla dessa målningar utförde han i en annan stil än han gjort förut.[källa behövs]
10 år efter att Dalí flyttat tillbaka till Europa konverterade han till sin ungdoms katolska tro. Han och Gala gifte sig i en andra ceremoni 1958 i ett kapell nära Girona i östra Katalonien. Dalí köpte 1969 ett stort hus i katalanska Púbol, ett hus som han lät inreda för Gala och benämna "Galas borg".
Efter Galas död 1982 började Dalís hälsa svikta. Den försämrades än mer efter att han 1984 blev svårt bränd i en eldsvåda i Galas borg. Två år senare fick han en pacemaker inopererad. Åren 1980-1989 drog han sig helt tillbaka från omvärlden och han avled den 23 januari 1989 av hjärtsjukdom och lunginflammation i Figueres. Han ligger begravd i källaren i Teatre-Museu Dalí.

## Konstnärskap
Dalí är bland annat känd för att avbilda fasta föremål som om de har mjuknat eller smält, exempelvis klockor som hänger eller kroppsdelar som deformerats och dragits ut. Typiska exempel är målningarna Minnets envishet och Wilhelm Tells gåta. Dessa mjuka former lät han ibland stöttas upp av en sorts träkrycka. Han jobbade också med optiska illusioner, främst med olika gestaltpsykologiska fenomen. Ofta placerade han sina objekt i öde landskap med överdrivet centralperspektiv.

### Samarbeten
Salvador Dalí skapade totalt 1 500 målningar under sin livstid.[källa behövs] Han är mest känd för sina målningar, men var även verksam i ett antal andra medier, inklusive fotografi, skulptur och film. Hans vänskap med Luis Buñuel ledde till filmerna Den andalusiska hunden och Guldåldern; efter Dalís död producerades Destino i samarbete med Walt Disney Company.
Om Den andalusiska hunden och dess målsättning, meddelade regissören att om filmen blev hyllad hade han enligt eget tycke åstadkommit ett misslyckande.[källa behövs]
Filmen följdes av den surrealistiska långfilmen Guldåldern 1930. Dalís faktiska inflytande över denna film kan dock ifrågasättas. Dalí gjorde också 1945 scenografin till en drömsekvens 82 minuter in i Alfred Hitchcocks film Trollbunden.
Dalí kom 1936 att bli bekant med Harpo Marx och hans intresse för Bröderna Marx filmskapande ledde till ett filmmanus för den oproducerade filmen Giraffes on Horseback Salad (manuset bytte senare namn till The Surrealist Woman). Inför julen 1936 skickade Dalí en julklapp till Harpo, bestående av en harpa strängad med taggtråd och stämskruvar med skedar – alltihop inslaget i cellofan. Den enligt uppgift förtjuste Harpo Marx returnerade vänligheten genom ett fotografi där han satt vid harpan och låtsades spela med bandagerade fingrar.

## Personlighet
Salvador Dalí tillskrev sitt ursprung "min kärlek till allt som är förgyllt och omåttligt, min passion för lyx och min kärlek till orientaliska kläder."
Dalí hade en enastående förmåga att göra ovanliga saker för att dra uppmärksamhet till sig. Genom detta skapade han sig själv titeln som "excentriker". Detta irriterade ibland personer som älskade hans konst lika mycket som det retade kritikerna, eftersom hans excentriska beteende ibland drog uppmärksamhet från och skymde hans konst. Dalí byggde medvetet upp bilden av sig själv som ett udda original, allt för att öka uppmärksamheten kring sin person och därmed även öka intresset för och priset på sin konst.[källa behövs]

## Produktioner (urval)

### Kända målningar
- 1910 – Landskap nära Figueres
- 1931 – Minnets envishet
- 1933 – Wilhelm Tells gåta (Moderna museet)[23]
- 1936 – Mjuk konstruktion med kokta bönor (Föraning av inbördeskriget)
- 1937 – Brinnande giraff
- 1954 – Minnets envishets sönderfall
- 1954 – Korsfästelse
- 1959 – Upptäckten av Amerika av Christopher Columbus
- 1972 – La Toile Daligram
- 1970 – Hallucinogenic Toreador

## Representerad
Dalí finns representerad vid bland annat Moderna museet, Göteborgs konstmuseum, Nasjonalmuseet, Ateneum, Statens Museum for Kunst, British Museum, Victoria and Albert Museum, Metropolitan  Museum, Museum of Modern Art,  National Gallery of Australia, Museum Boijmans Van Beuningen, Auckland Art Gallery, Pinakothek der Moderne, Peggy Guggenheim Collection, Musée d'Art Moderne de la Ville de Paris, Cleveland Museum of Art, Nelson-Atkins Museum of Art, National Gallery of Victoria, Art Institute of Chicago, Philadelphia Museum of Art, San Francisco Museum of Modern Art, Minneapolis Institute of Art, Tate Modern, National Gallery of Art, Saint Louis Art Museum, Israel Museum, Yale University Art Gallery, Museum of Fine Arts, Boston, J. Paul Getty Museum, Thyssen-Bornemisza National Museum och Museo Reina Sofía.

## Populärkultur
I spanska TV-serien La casa de papel bär seriens huvudpersoner, i samband med ett att de utför rån, masker som föreställer Salvador Dalí.
Asteroiden 2919 Dali är uppkallad efter honom.